# Isabela Sousa
Isabela Sousa (Caucaia, ) é uma bodyboarder brasileira.
Nascida em 15 de dezembro de 1989. Em 2012, ela sagrou-se bicampeã mundial da categoria.
Em 2016 ela se sagrou tetracampeão mundial da categoria (2010, 2012, 2013 e 2016).
Actualmente é atleta do GD Estoril Praia, clube que representa desde Janeiro de 2018. 

## Principais conquistas
- 2019 - Bicampeã do Circuito Europeu
- 2018 - Campeã do Circuito Europeu
- 2018 - Top 03 Circuito Mundial
- 2017 - Vice-campeã Mundial
- 2016 - tetracampeã Mundial
- 2013 - Tricampeã Mundial
- 2012 - Bicampeã Mundial[3]
- 2011 – Vice-campeã Mundial.m
- 2011 – Campeã do Isa World Bodyboard Games.
- 2011 – Tricampeã Latino-Americana.
- 2011 – Bicampeã Brasileira Profissional.
- 2010 – Campeã Mundial.
- 2010 – Campeã Brasileira Profissional.
- 2010 – Vice-Campeã Latino-Americana.
- 2009 – Campeã Pan-Americana.
- 2009 – Vice-Campeã Brasileira Profissional.
- 2009 – Top 04 do Circuito Mundial.
- 2008 – Bicampeã Latino-Americana.
- 2008 – Vice-Campeã Brasileira Profissional.
- 2008 – Top 03 do Circuito Mundial.
- 2007 – Vice-Campeã Latino-Americana.
- 2007 – Vice-Campeã Brasileira Profissional.
- 2007 – Top 16 do Circuito Mundial.
- 2006 – Campeã Latino-Americana. Com apenas 16 anos.
- 2006 – Vice-Campeã Brasileira Profissional.
- 2006 – Top 10 do Circuito Mundial.
- 2005 – Campeã Brasileira Amador. de cinco etapas venceu quatro.